# Pleyber-Christ Basket Club
Le Pleyber-Christ Basket Club est un club français de basket-ball dont la section senior féminine a accédé jusqu'au championnat professionnel de Ligue 2 (2e division nationale), performance remarquée pour un village de 3 000 habitants. Le club est basé dans la ville de Pleyber-Christ.

## Historique
En juin 2011, une union sous le nom de Léon Trégor Basket 29 est créée avec le club de l'Elorn Olympique Landerneau pour la gestion des équipes féminines de Haut-Niveau (seniors en Ligue 2, U15 et U18 en championnat de France jeunes).
A ce jour, le Pleyber-Christ Basket Club a laissé la gestion du haut niveau à landerneau (qui est devenu le Landerneau Bretagne Basket) afin de se consacrer exclusivement au niveau amateur.
Le club compte aujourd'hui environ 100 licenciés (dirigeants, séniors, jeunes de 4 à 17 ans) . Les équipes évoluent au niveau départementale et régional pour les seniors filles 1.
La formation des jeunes reste le principal objectif du club grâce à l'intervention d'entraîneurs diplômés. 
Coté séniors, depuis maintenant plusieurs années consécutives, les deux équipes féminines gravissent les échelons un à un, l'année dernière l'équipe 2 a été promu en Pré Régionale (PRF), tandis que l'équipe 1 continue en pré Nationale (PNF) et vise la promotion en NF3 pour la saison 2023/2024.
L'équipe gagne la coupe de Bretagne en juin 2023 face au club de Plouffragan, et assure le doublé montée en NF3 / Coupe de Bretagne.

## Palmarès

### Titres et trophées
- Champion de France de N2F (3e division): 2006
- Vainqueur de la coupe de Bretagne 2022/2023

### Bilan saison par saison
| Saison | Div.  | Class.           | %Vic | V - D   | Playoffs | Coupe de France | Entraîneur         |
| --- | ----- | ---------------- | ---- | ------- | -------- | --------------- | ------------------ |
| 2004-2005 | 3 N2F | 5e/14 - Poule C  | 65 % | 17 - 09 | -        | 16e de finale   | Franck Simon       |
| 2005-2006 | 3 N2F | 1re/14 - Poule C | 88 % | 23 - 03 | Champion | Non qualifié    | Franck Simon       |
| 2006-2007 | 2 N1F | 15e/16           | 17 % | 05 - 25 | -        | 16e de finale   | Franck Simon       |
| 2007-2008 | 2 N1F | 14e/16           | 30 % | 09 - 21 | -        | 16e de finale   | Franck Simon       |
| 2008-2009 | 2 N1F | 14e/16           | 27 % | 08 - 22 | -        | 16e de finale   | Franck Simon       |
| 2009-2010 | 2 N1F | 9e/16            | 53 % | 16 - 14 | -        | 8e de finale    | Franck Simon       |
| 2010-2011 | 2 LF2 | 9e/16            | 47 % | 14 - 16 | -        | 16e de finale   | Franck Simon       |
| Devient le Léon Trégor Basket 29 à la suite de la fusion avec l'EO Landerneau, puis le Landerneau Bretagne Basket. Le Pleyber-Christ Basket Club se consacre alors exclusivement au niveau amateur. |       |                  |      |         |          |                 |                    |
| 2015/2016 | D2    |                  |      |         |          |                 |                    |
| 2016/2017 | PRF   |                  |      |         |          |                 |                    |
| 2017/2018 | R2    |                  |      |         |          |                 |                    |
| 2018/2019 | PNF   |                  |      |         |          |                 |                    |
| 2019/2020 | PNF   |                  |      |         |          |                 |                    |
| 2020/2021 | PNF   |                  |      |         |          |                 |                    |
| 2021/2022 | PNF   |                  |      |         |          |                 | Christophe Bodenes |
| 2022/2023 | PNF   | 2e/12            |      |         |          |                 | Christophe Bodenes |

## Personnalités

### Effectif 2010-2011
Championnat : Ligue féminine 2
Entraîneur :  Franck Simon,
Assistant :  Gurvan Morvan,
Assistant et entraîneur :  Erwan Pottier
| Numéro | Nom                 | Age    | Taille | Nationalité | Poste |
| ------ | ------------------- | ------ | ------ | ----------- | ----- |
| 4      | Charlène Gelebart   | 17 ans | 1,72 m | France      | 1     |
| 5      | Aude Kernévez       | 21 ans | 1,63 m | France      | 1-2   |
| 6      | Magali Mendy        | 20 ans | 1,77 m | France      | 3     |
| 7      | Kelly Corre         | 19 ans | 1,77 m | France      | 3     |
| 8      | Marie Butard        | 24 ans | 1,74 m | France      | 2     |
| 9      | Marie-Julie Levant  | 33 ans | 1,78 m | France      | 4     |
| 10     | Justine Corbel      | 17 ans | 1,76 m | France      | 1     |
| 12     | Naîgnouma Coulibaly | 21 ans | 1,92 m | Mali        | 5     |
| 14     | Brona Soltsisova    | 29 ans | 1,88 m | France      | 5     |
| 15     | Rose-Marie Ciss     | 29 ans | 1,83 m | France      | 4-5   |

### Joueuses célèbres ou marquantes
- Aude Kernevez (capitaine)
- Marie Butard
- Jenn Jolley
- Naîgnouma Coulibaly (Meilleure rebondeuse de la saison 2009-2010)
- Emilie Croguennec "Milou"
- Loïsa Dohollou "Lolo"

### Entraîneurs successifs
- 1996 - ?  : Ramon Migeon
- 1996-2002 : Jacques Le Fé
- 2002 - 2011 : Franck Simon
- 2022 - en cours : Christophe Bodenes

### Dirigeants successifs
- ? - ? : Michel Fer
- ? - ? : Marcel Tanné